# Acroceras chaseae
Acroceras chaseae är en gräsart som beskrevs av Fernando Omar Zuloaga och Osvaldo Morrone. Acroceras chaseae ingår i släktet Acroceras och familjen gräs. Inga underarter finns listade i Catalogue of Life.